# La reunión deluxe
La reunión deluxe es el nombre de la versión de lujo del EP de la banda de música regional mexicana Los Tigres del Norte, La reunión. Sin embargo, la versión deluxe es un álbum de estudio, lanzado el 20 de mayo de 2022 bajo las discográficas Fonovisa - UMLE. Fue nominado a los Premios Grammy al mejor álbum de música mexicana.

## Lista de canciones
La lista de canciones es la siguiente:
1. «La Carta» (Álex Rivera) - 4:24
2. «Mal negocio» (Erika Ender) - 3:25
3. «Testigo Silencioso» (Sergio Cárdenas / Luis Carlos Monroy) - 3:29
4. «Pa' Los Plebes Y Mis Compas» (Paulino Vargas) - 2:33
5. «El Primer Lugar» (Teodoro Bello) - 3:09
6. «Me Falta Un Pecado» (Sergio Cárdenas / Erika Ender) - 3:11
7. «La Reunión» (Eduardo García Márquez) - 3:17
8. «¿En dónde estabas?» (Yoel Hernríquez / Andrés Saavedra / Mónica Vélez) - 2:55
9. «La Rutina» (enrique franco) - 2:46
10. «Ni Se Imaginan» (Manuel Eduardo Toscano) - 3:37
11. «El Coyote» (Paulino Vargas) - 3:23
12. «A Mi Gente De Acá» (Roberto Fausto) - 3:35

## Personal
Personal según Allmusic:
- Álex Rivera - Compositor
- Alfonso Rodenas - Mezclador, Ingeniero de mezcla, Grabación
- Andrés Saavedra - Compositor
- Eduardo García Márquez - Compositor
- Eduardo Hernández - Voz
- Enrique Franco - Compositor
- Erika Ender - Compositor
- Gabriel Shepard - Ingeniero Asistente
- hernán Hernández - Voz
- JB - Grabación
- Joe Bozzi - Ingeniero de masterización
- Jorge Hernández - Voz
- Joseph Pope - Ingeniero Asistente
- Los Tigres del Norte - Artistas primarios, Voz
- Luis Carlos Monroy - Compositor
- Luis Conte - Percusión
- Luis Hernández - Voz
- Manuel Eduardo Toscano - Compositor
- Mónica Vélez - Compositor
- Oscar Lara - Batería
- Paulino Vargas - Compositor
- Roberto Fausto - Compositor
- Sergio Cárdenas - Compositor
- Teodoro Bello - Compositor
- Yoel Henríquez - Compositor